# 妙法寺 (大垣市赤坂町)
妙法寺（みょうほうじ）は岐阜県大垣市赤坂町にある一塔両尊四士を本尊とする日蓮宗の寺院で、山号は妙運山。旧本圀寺末。大垣藩主戸田氏ゆかりの寺で、幕末の志士所郁太郎の墓があることで知られる。
なお、大垣市には寺内町に同じ寺号の本門仏立宗の妙法寺が所在する。
正中年間、日法により不破郡府中村に建立された。その後天正年間に織田信長により兵火で焼失している。天正5年（1577年）に赤坂の地に移り、天正20年（1593年）12月1日妙蔵院日栄により再興を果たした。明暦3年（1657年）に戸田氏信により地子を免除される。貞享元年（1684年）に戸田氏（戸田氏西または戸田氏定）により制札を賜り、天保12年（1841年）にも戸田氏正により地子を免除されるなど保護が加えられた。幕末の大垣藩家老である戸田三弥ならびに当地出身で医師かつ志士として活動した所郁太郎の墓所があり、大垣市により史跡に指定されている。また、赤坂の大理石細工の創始者である谷鼎の墓もある。

## 文化財

### 大垣市指定史跡
- 所郁太郎の墓
- 戸田三弥の墓